# Héctor Chumpitaz González
Héctor Chumpitaz González (San Vicente de Cañete, 1944) fou un futbolista peruà.
És el segon peruà que ha disputat més partits internacionals amb la selecció peruana (a data de 2008). Jugà les Copes del Món de Mèxic 1970, Argentina 1978 i Espanya 1982 i guanyà la Copa Amèrica de 1975.
Pel que fa a clubs, Chumpitaz defensà, entre d'altres els colors del Deportivo Municipal, Universitario de Deportes i Sporting Cristal, al Perú, i l'Atlas, a Mèxic.
És considerat un dels defenses sud-americans més importants de tots els temps. Fou escollit el 35è millor futbolista sud-americà del segle XX per IFFHS l'any 2000.

## Palmarès
- Copa América (1): 1975